# Вероника Федченко
Вероника Федченко (лат. Veronica fedtschenkoi) — многолетнее травянистое растение, вид рода Вероника (Veronica) семейства Подорожниковые (Plantaginaceae).
Вид назван в честь российского ботаника Бориса Алексеевича Федченко.

## Распространение и экология
Азия: Китай (возможно, Куэнь-Лунь); территория бывшего СССР: хребты Сусамырский, Алайский, Заалайский. Эндемик. Описан с Заалайского хребта.
Произрастает на травянистых склонах в альпийском и субальпийском поясах.

## Ботаническое описание
Корни мочковатые. Стебли высотой 15—25 см, по нескольку, у основания приподнимающиеся, изогнутые и прямые, простые, не ветвящиеся, опушеные длинными, изогнутыми, курчавыми, белыми волосками.
Листья сидячие, длиной 1,5—3 см, шириной 5—10 мм, узколанцетные. Нижние листья продолговато-ланцетные, самые верхние линейные, с наибольшей шириной в нижней части и округлым основанием, длинно заострённые, с завернутым краем, мелко- и редкозубчатые, с редкими, белыми, мягкими и длинными волосками; все листья вверх торчащие, более менее прижатые к стеблю.
Кисть головчатая или продолговатая, плотная, в бутонах, хохлатая из-за длинных прицветников. Прицветники заострённые, линейные, длинно волосистые, нижние втрое превышают чашечку, часто отодвинутые от верхних. Чашечка с пятью неравными, заострёнными, линейными долями — одна из них длиной 5 мм, две по 4 мм и одна 1,5 мм; венчик синий, длиной 6—7 мм, почти до половины сросшийся в трубку шириной 1,5—2 мм. Тычинки короче венчика, прикреплены в зеве; пыльники яйцевидные, островатые на верхушке, длиной около 1 мм; столбик длиной 2—3 мм, не выдается из венчика.
Коробочка яйцевидная, длиной около 3,5 мм, шириной около 2 мм, несколько суженная к верхушке, островатая, опушенная скудными волосками. Семена яйцевидные, длиной около 1 мм, шириной 0,5 мм, на верхушке тупые, к основанию острые, несколько угловатые, по 6 в гнезде.
Цветёт в июне — июле. Плодоносит в августе.

## Таксономия
Вид Вероника Федченко входит в род Вероника (Veronica) семейства Подорожниковые (Plantaginaceae) порядка Ясноткоцветные (Lamiales).
|  |                                      |  |                                                             |                                                             |                          |  | ещё 21 семейство (согласно Системе APG II) | ещё 21 семейство (согласно Системе APG II) |                       |  |  |  | ещё от 300 до 500 видов |
|  |                                      |  |                                                             |                                                             |                          |  | ещё 21 семейство (согласно Системе APG II) | ещё 21 семейство (согласно Системе APG II) |                       |  |  |  | ещё от 300 до 500 видов |
|  |                                      |  |                                                             | порядок Ясноткоцветные                                      |                          |  |                                            |                                            | род Вероника          |  |  |  |                         |
|  |                                      |  |                                                             | порядок Ясноткоцветные                                      |                          |  |                                            |                                            | род Вероника          |  |  |  |                         |
|  | отдел Цветковые, или Покрытосеменные |  |                                                             |                                                             | семейство Подорожниковые |  |                                            |                                            | вид Вероника Федченко |  |  |  |                         |
|  | отдел Цветковые, или Покрытосеменные |  |                                                             |                                                             | семейство Подорожниковые |  |                                            |                                            |                       |  |  |  |                         |
|  |                                      |  | ещё 44 порядка цветковых растений (согласно Системе APG II) | ещё 44 порядка цветковых растений (согласно Системе APG II) |                          |  |                                            | ещё 90 родов                               | ещё 90 родов          |  |  |  |                         |
|  |                                      |  |                                                             | ещё 44 порядка цветковых растений (согласно Системе APG II) |                          |  |                                            |                                            | ещё 90 родов          |  |  |  |                         |